# Åsgårdstrand
Åsgårdstrand – miasto w Norwegii w okręgu Vestfold. Jest to także nazwa wcześniej niepodległej gminy i centrum handlu. Miasto jest położone 10 km na południe od Horten oraz 10 km na północ od Tønsberg. Miasto leży na zachodnim brzegu Oslofjorden w odległości 100 km na południe od Oslo.
W 2007 miasto zaklasyfikowano jako Miasto Turystyczne co pozwala – właścicielom sklepów w najstarszej i najbliższej morzu części miasta – na prowadzenie działalności we wszystkie dni tygodnia. Aby miasto mogło stać się Miastem Turystycznym, liczba gości przez cały rok musi znacznie przekraczać liczbę mieszkańców.
W tym małym, sielankowym miasteczku można znaleźć galerie sztuki, hotel, parę piekarni, kafejkę, sklepy spożywcze, bank, pub i winiarnię. Jest także kilka barów i restauracji na świeżym powietrzu otwieranych latem w starej części miasta. W Åsgårdstrand znajduje się także szkoła podstawowa, dom spokojnej starości i kilka przedszkoli.
W czerwcu każdego roku mieszkańcy świętują najdłuższy dzień lata – Midsommer – wielkim ogniskiem na wybrzeżu.

## Nazwa
Nazwa pochodzi od plaży (strand) przylegającej do farmy Åsgård (staronorweski: Ásgarðr). Pierwszy element nazwy farmy to ás – grzbiet górski (odnosi się do położenia na Raet), druga część pochodzi od garðr – farma.

## Historia
Åsgårdstrand był ważnym portem morskim pod auspicjami Tønsberg (od 1650) i Holmestrand (od 1660). W 1752 tylko status centra handlu pozwalał na obrót dobrami narodowymi. Od początku XIX wieku, Åsgårdstrand był aktywnym portem eksportowym drewna, którego większość eksportowano do Niderlandów, jednak z końcem ery statków działalność handlowa miasta zamarła.
Miasto stawało się za to coraz bardziej popularne wśród artystów i malarzy, i od 1880 znaczna liczba światowej sławy malarzy (Edvard Munch, Christian Krogh) odwiedzała je lub mieszkała w nim. Powodem tego było specjalne światło, w poszukiwaniu którego najlepsi artyści udawali się albo do Åsgårdstrand albo do Skagen w Danii.
Od 1920 Åsgårdstrand stał się modnym miejscem wypoczynku i rekreacji. Zarówno duńska rodzina królewska, znaczące figury z Oslo oraz inni sławni i bogaci podróżowali do tego małego miasta każdego lata i spędzali wakacje w jednym z czterech hoteli. Letnicy ciągle wywierają wpływ na to sielankowe miasto.
1 stycznia 1965 gminy Åsgårdstrand i Borre wraz z częścią Sem zostały połączone w nową gminę Borre. Przed tą fuzją, Åsgårdstrand z 488 mieszkańcami był najmniejsza gminą w Norwegii.

## Ważne postaci z Åsgårdstrand
- Hans Anton Apeness (1842–1930), handlarz drewnem urodzony w Åsgårdstrand. Jego imieniem nazwano ulicę w Calais.
- Einar Thorstein Diesen (1894–1962), prezenter z Åsgårdstrand
- Jahn Ekenæs (1847–1920), artysta malarz, mieszkał w Åsgårdstrand
- Øivin Holst Grimsgaard (1900–1989), architekt urodzony w Åsgårdstrand
- Hans Heyerdahl (1857–1913), artysta malarz, mieszkał w Åsgårdstrand
- Jens Kristensen (1975–), ilustrator urodzony w Åsgårdstrand
- Per Lasson Krohg (1889–1965), artysta malarz, urodzony w Åsgårdstrand, syn Oda i Chr. Krohg
- Ingerid Paulsen Kuiters (1939–), ilustrator mieszkający w Åsgårdstrand
- Svein Døvle Larssen (1928–), poprzedni redaktor Tønsbergs Blad zamieszkały w Åsgårdstrand
- Edvard Munch (1863–1944), artysta malarz, posiadał letni dom w Åsgårdstrand
- Ola Abrahamsson (1883–1980), artysta malarz, posiadał letni dom w Åsgårdstrand. Ulica w Åsgårdstrand została nazwana jego imieniem.
- Nils Johan Semb (1959–), główny trener narodowej norweskiej drużyny piłki nożnej w latach 1998–2003, mieszkający w Åsgårdstrand